# Toranj na Dajbabskoj Gori
Der Toranj na Dajbabskoj Gori (montenegrinisch-kyrillisch Торањ на Дајбабској Гори) oder auch Dajbabska Gora Turm ist ein Sendeturm in Podgorica, der Hauptstadt von Montenegro. Der Name des Turms richtet sich nach dem südlich der Stadt gelegenen Hügel Dajbabska Gora.
Das Bauwerk wurde in den Jahren 2008 bis 2011 errichtet und kostete rund sechs Millionen Euro. Am 15. Oktober 2011 eröffnete der Dajbabska-Gora-Turm und bildet heute ein weithin sichtbares Wahrzeichen der montenegrinischen Hauptstadt.

## Belege
1. ↑  Inženjeri loše planirali troškove gradnje tornja (Memento vom 19. Februar 2013 im Webarchiv archive.today) (montenegrinisch)